# Bruno Zurkirchen
Bruno Zurkirchen (* 5. Oktober 1948 in Luzern) ist ein Schweizer Architekt und Gastdozent.

## Werdegang
Bruno Zurkirchen studierte an der ETH Zürich und diplomierte 1976 bei Dolf Schnebli und Aldo Rossi. Er arbeitete bei Gmür-Ineichen-Wildi und Jacques Schader. Zwischen 1980 und 1996 arbeitete er mit Daniele Marques zusammen. Zurkirchen lehrte an der ETH Zürich, der Fachhochschule Zentralschweiz und weiteren Universitäten. Er wurde 1991 Mitglied der Eidgenössischen Kunstkommission und 1989 des BSA.

## Bauten
Eine Auswahl von Zurkirchens Bauten wurde von Daniel Schwartz, Heinrich Helfenstein und Christian Kerez fotografiert.
- 1990–1997: Marktzentrum Kirchpark, Lustenau mit Merz Kley Partner[3]
- 1994–1996: Umbau Stall, Bergün[4]
- 1994–1996: Haus, Malters
- 1992–1995: Erweiterung Primarschulhaus Dorf, Ruswil[5][6]
- 1988–1994: Erweiterung Schulhaus, Greppen[7]
- 1992–1993: Haus, Oberriffig-Emmenbrücke[8]
- 1990–1993: Erweiterung Schulhaus, Büren
- 1990–1993: Umbau Hotel Rigi-Kulm[9]
- 1986: Haus Erni, Sursee
- 1984–1985: Haus Hodel, Meggen

## Auszeichnungen und Preise
- 1999: Anerkennung – Neues Bauen in den Alpen für Umbau Stall, Bergün
- 1994: Hase in Silber für Erweiterung Schulhaus, Greppen[10]

## Ehemalige Mitarbeiter
- Patrick Seiler
- Markus Omasreiter
- Markus Breitschmid

## Bücher
- Marques & Zurkirchen. gta Verlag ETH Zürich, Zürich 1989, ISBN 3-85676-032-6, mit Beiträgen von Werner Oechslin und Martin Steinmann
- Kristin Feireiss, Architekturforum Aedes (Hrsg.): Marques. Zurkirchen. Ausstellungskatalog, Berlin 1995, mit Beiträgen von Fritz Neumeyer und Arthur Rüegg